# Mandy Moore
Pour les articles homonymes, voir Mandy Moore (chorégraphe) et Moore.
Amanda Moore, dite Mandy Moore, née le 10 avril 1984 à Nashua (New Hampshire), est une auteur-compositrice-interprète, actrice, réalisatrice et styliste américaine.
Elle s'est fait connaître en 1999 grâce au single pop Candy (en) issu de son premier album So Real, certifié disque de platine. Durant la décennie, elle sort les albums I Wanna Be with You en 2000 et Mandy Moore en 2001, qui sont certifiés disques d'or. Les opus Coverage en 2003, Wild Hope en 2007 ou encore Amanda Leigh en 2009, obtiennent des ventes discrètes, mais bénéficient cependant d'excellentes critiques.
En 2001, elle fait ses premiers pas au cinéma en obtenant un petit rôle dans Princesse malgré elle, aux côtés d'Anne Hathaway et de Julie Andrews, mais c'est en interprétant Jamie Sullivan dans le film Le Temps d'un automne en compagnie de Shane West en 2002, qu'elle est révélée mondialement. Elle enchaîne alors les rôles dans plusieurs superproductions dont notamment : Saved!, American Dreamz, Permis de mariage ou encore À la recherche de l'homme parfait.
En 2005, elle lance une ligne de vêtements pour femmes de grandes tailles nommée Mblem.
En parallèle, elle apparaît dans des séries télévisées comme Les Simpson, How I Met Your Mother, Grey's Anatomy et obtient en 2014, l'un des rôles principaux de la série dramatique Red Band Society produite par Steven Spielberg.
Elle rejoint également en 2016, le casting de la série This Is Us, qui obtenant d'excellentes critiques, lui fait obtenir une nomination aux Golden Globes et pour le Primetime Emmy Award de la meilleure actrice dans une série télévisée dramatique.
Elle prête également sa voix à de nombreux personnages, une discipline qu'elle pratique depuis le film Docteur Dolittle 2 en 2001, mais c'est avec le rôle-titre de la princesse Raiponce du film du même nom de Walt Disney Pictures en 2010, qu'elle excelle dans ce domaine. Elle décroche également, les rôles principaux des séries télévisées à succès de Disney : Tron : La Révolte ou encore Shérif Callie au Far West.
Malgré les ventes confidentielles de ses projets discographiques, ses capacités vocales lui permettent d'enregistrer de nombreux titres pour des bandes originales de films incluant : Danse Ta Vie, Stuart Little 2, Le Sourire de Mona Lisa, Aquamarine, La Légende de Tarzan et Jane… ou encore Le Temps d'un automne, American Dreamz, Saved! et Raiponce, auxquels elle participe en tant qu'actrice.
Entre 1999 et 2010, Mandy Moore a un album certifié disque de platine, deux certifiés disques d'or et a vendu 12,5 millions d'albums dans le monde. Elle a également obtenu en 2012 un Grammy Awards pour son interprétation de la chanson "I See The Light", en duo avec Zachary Levi, pour le film d'animation Raiponce, auquel les deux acteurs prêtent leurs voix aux personnages principaux.
En 2012, elle est classée à la 96e place dans la liste des "100 meilleures femmes dans la musique" et au 69e rang des "Femmes les plus sexy de tous les temps", par le magazine VH1.
De par son succès au cinéma, en musique et à la télévision, elle obtient le 25 mars 2019, son étoile sur le Walk of Fame d'Hollywood Boulevard,,,.

## Biographie
Amanda Leigh Moore, dite Mandy Moore, est la fille de Stacy, une présentatrice de nouvelles, et de Donald "Don" Moore, un pilote d'American Airlines. Son père est de descendance irlandaise et cherokee, tandis que sa mère est d'origine anglaise. Elle a deux frères, Scott et Kyle. La famille Moore quitte son lieu de résidence de Longwood en Floride peu après la naissance de Mandy pour s'installer à Orlando, à cause du travail de son père à American Airlines. Elle a reçu une éducation catholique, bien qu'elle ne pratique plus aujourd'hui, et elle a fréquenté les écoles Bishop Moore High Scool (une école catholique d'Orlando) et la Lake Brantley High School, à Altamonte Springs, en Floride.
Elle a commencé à s'intéresser à la musique après avoir visionné le spectacle musical Oklahoma!. Elle a également été encouragée par sa grand-mère maternelle, qui était son inspiration.
Un jour alors qu'elle travaillait à la Orlando studios, Mandy Moore devient amie avec un livreur, qui travaille dans le département A&R de chez Epic Records. Mandy décide donc de lui transmettre une démo et finit par signer son premier contrat chez Epic Records, une division de Sony Music.

## Carrière

### Débuts et révélation médiatique
Après avoir signé avec Epic Records, Moore a commencé à travailler sur son premier album. Pendant l'enregistrement du disque, Moore a dû quitter l'école Catholic High School, mais a continué à recevoir une éducation de tuteurs.
À l'été 1999, elle a commencé à voyager avec des pop stars comme NSYNC, et part en tournée avec les Backstreet Boys. Le 17 aout 1999, elle publie son premier single aux États-Unis, intitulé Candy. Le titre par sa double connotation attire immédiatement les comparaisons avec les autres princesses de la pop émergeant au même moment telles que : Britney Spears et Christina Aguilera. Le single a été un succès commercial dans de nombreux pays. Il débute à la 88e place au Billboard Hot 100, avant d'atteindre la 41e meilleure place dans ce classement. Le titre reçoit une certification or de la RIAA, pour des ventes dépassant les 500 000 exemplaires aux États-Unis. Le single a obtenu plus de succès en Australie, où il a culminé à la seconde place des charts ARIA et a reçu une certification platine.
Le premier album de Mandy, intitulé So Real, est publié le 7 décembre 1999. Il reçoit des critiques mitigées lors de sa sortie et a continué à alimenter les similitudes entre Moore et d'autres chanteuses adolescentes pop. Allmusic dit de l'album "Quinze ans pour le premier album de Mandy Moore sonnait comme il a été inspiré presque entièrement par l'écoute de récents albums à succès de 'N Sync, les Backstreet Boys, et Britney Spears". Entertainment Weekly a eu un avis similaire sur l'album et lui a attribuer un C- dans leur critique. So Real débute à la  77e au Billboard 200 et continue de grimper jusqu'à la 31e place.
L'opus reçoit une certification platine de la RIAA, pour les ventes supérieures à un million d'exemplaires aux États-Unis,. Le même jour que la sortie de l'album, Mandy publie un second extrait, intitulé "Walk Me Home". Le single n'a pas réussi à égaler le succès de son prédécesseur, atteignant cependant la 38e meilleure place au Billboard Pop Songs aux États-Unis.
Le troisième et dernier single "So Real", a été publié exclusivement dans certains pays le 13 juin 2000. Le single a été pas publié aux États-Unis, mais a été commercialisé dans plusieurs pays tels que : le Japon ou encore l'Australie ou il est devenu son deuxième Top 40, en s'émergeant à la 21 sur les ARIA Charts. Le single a également atteint le 18e meilleur rang des classements en Nouvelle-Zélande. Il obtient également une publication francophone, réinterprété exclusivement en français sous le nom "C'Est Si Facile".
Avant même que la promotion de So Real ne soit terminé, Moore avait déjà commencé à travailler sur du nouveau matériel. Le 11 juillet 2000, elle publie le 1er single de son projet suivant, intitulé "I Wanna Be With You", qui sert également de bande originale du film Danse Ta Vie. La chanson est devenue son premier single à se classer au Billboard Hot 100 depuis "Candy" et reste 16 semaines classée dans ce classement en atteignant la 24e place lors de sa neuvième semaine. La chanson est devenue son premier hit du Top 20 au Billboard Pop Songs, où il a culminé à la 11e place. Le single est également devenu le deuxième hit du Top 20 de Moore en Australie, où il a culminé en 13e position. Il obtient cependant un succès mineur en Allemagne où il a culminé à la 70e place. La chanson reçoit des critiques positives.
Le 9 mai 2000, elle publie son second opus intitulé I Wanna Be with You, qui comprend quelques chansons de l'opus précédents ainsi que des nouvelles chansons. L'album a été critiqué sur la base qu'il était un album de remix et non un véritable suivi. L'album a été un succès commercial, en émergeant à la 21e place au Billboard 200,. Il a reçu une certification or de la RIAA, pour des ventes dépassant les 500 000 exemplaires dans le seuls États-Unis. Grâce à ce succès, Moore remporte le prix de la star favorite montante lors des Teen Choice Awards en 2000.

### Second album et cinéma
En 2001, Moore a déjà commencé à travailler sur son troisième album, dont elle souhaite s'aventurer sur une nouvelle direction musicale. Le 29 mai 2001, elle publie le premier single de son troisième et éponyme album "In My Pocket". Le titre n'arrive pas à se classer dans le Billboard Hot 100, mais s'érige à la seconde place du Billboard Hot 100 Bubbling Under Singles Chart et à la 21e place du Billboard Pop Songs Chart. La chanson devient son 3e top 20 en Australie ou elle culmine à la 11e place des ARIA Charts.
Le 19 juin 2001, elle publie son 3e opus intitulé Mandy Moore. Il contient des sonorités uptempo, orientales, pop et eurodisco mais reçoit globalement des critiques mitigées. Le disque qui atteint la 35e meilleure place au Billboard Hot 100, reçoit une certification or par la RIAA, en se vendant à 1, 5 million d'exemplaires dans le monde. L'album atteint la 37e place en Australie, soit son meilleur classement pour un album dans ce pays. Le 19 juin 2001, un second extrait de l'opus dénommé "Crush", est commercialisé. Il atteint la 35e place au Billboard Pop Chart et la 25e place au ARIA Charts.
Le 22 juin 2001, sort au cinéma Docteur Dolittle 2, dont elle prête sa voix à un ours, face à Eddie Murphy et Raven-Symoné. Le film qui reçoit des critiques mitigées, est un succès au box-office, en récoltant plus de 176 millions de dollars de recettes mondial.
Le 3 aout 2001, le film Princesse malgré elle est dévoilé au cinéma. Ce récit dont elle tient tête dans un petit rôle face à Julie Andrews, Anne Hathaway et Héctor Elizondo, obtient des critiques mitigées, mais est un succès au box-office mondial, en atteignant les 165 millions de dollars de recettes. Pour les besoins de ce film, elle y interprète le titre "Stupid Cupid", reprise de Neil Sedaka, parue à l'origine, en 1959.
Dans un même temps, elle enregistre le single "On The Line", en compagnie de NSYNC, Christian Buns et True Vibe, pour la bande originale du film "On The Line".
Le 25 janvier 2002, elle obtient son premier grand rôle au cinéma, dans le film Le Temps d'un automne (A walk to remember), aux côtés de Shane West, Peter Coyote et Daryl Hannah. Cette comédie romantique, qui obtient des critiques négatives, se classe à la 3e place du box office, en récoltant 47 millions de dollars de recettes. Mandy Moore y interprète également plusieurs titres sur la bande originale du film tels que : "Someday We'll Know", "Only Hope", "It's Gonna Be Love" ou encore "Cry", qui sortit en single le 2 janvier 2002, devient le titre phare de ce film et accessoirement, le 3e et dernier single de son 3e album.
Du fait de sa prestation d'actrice et de chanteuse pour ce film, Mandy Moore reçoit une multitude de récompenses dont celui de la meilleure actrice lors des MTV Movie & TV Awards et aux Teen Choice Awards en 2002 et celui du meilleur couple d'acteurs à l'écran lors des Teen Choice Awards. Elle remporte également le prix de la chanson de l'année pour Cry lors des MYX Awards ainsi que le prix de la Superstar De Demain aux Young Hollywood Awards. Elle obtient également la récompense de la meilleure actrice et chanteuse lors des Teen Choice Awards.
Entre-temps, Mandy enregistre le titre "Singing To The Song Of Life", extrait de la bande originale d'un troisième film pour Disney : La Légende de Tarzan et Jane et "Top Of The World" pour le film à succès Stuart Little 2.
Le 10 septembre 2002, elle est l'une des interprètes principale du film indépendant Imagine 17 ans, aux côtés de Elijah Wood et Franka Potente, qui est présenté au festival international du film de Toronto. Le film qui est distribué dans très peu de salles, reçoit des critiques positives.

### Coverage et poursuite dans le cinéma
Le 18 janvier 2003, le film How to Deal sort au cinéma aux États-Unis. Le film, agrémenté des acteurs tels que : Allison Janney et Peter Gallagher, reçoit des critiques négatives, est un échec commercial en s'érigeant à la 8e place du box office et en récoltant 14 millions de dollars de recettes.
Le 15 juillet 2003, elle publie le 1er extrait de son quatrième opus, intitulé "Have A Little A Faith In Me". Cette reprise de John Hiatt parue en 1987, atteint la 39e place au Top 40 Mainstream.
Son 4e opus, intitulé Coverage, composé uniquement de reprises des années 1970-1980, est dévoilé le 21 octobre 2003.
L'album débute à la 14e place du Billboard 200, ce qui en fait l'album de Mandy Moore ayant le meilleur démarrage de sa carrière et se vend à 1,5 million d'exemplaires dans le monde. Malgré des hauts scores dans les classements et des critiques élogieuses qui soulignent les choix musicaux de Mandy et ses capacités d'interprétations, l'album est le disque de Mandy Moore, le moins vendu de sa carrière. Le 28 octobre 2003, elle sort le second "Drop The Pilot", une reprise de Joan Armatrading, parue en 1983, qui ne parvient hélas, à s'ériger dans le classement[réf. nécessaire].
En fin de cette année, elle enregistre le titre "Secret Love", reprise de Doris Day, parue en 1953, pour la bande originale du film Le Sourire de Mona Lisa.
Le 9 janvier 2004, le film Esprit libre (Chasing Liberty), dont elle interprète le rôle principal, aux côtés de Matthew Goode et Mark Harmon, est distribué dans les salles américaines. Le film, qui reçoit des critiques mitigées, est un échec au box office en amassant 12 millions de dollars de recettes dans le monde. Le 17 janvier 2004, elle publie le troisième et dernier extrait de l'opus Coverage : "Senses Working Overtime", une reprise du groupe XTC, parue en 1982, qui est un échec au classement américain[réf. nécessaire].
Le 28 mai 2004, elle obtient l'un des rôles principaux du film Saved!, aux côtés de Jena Malone, Macaulay Culkin et Patrick Fugit. Si le film obtient un accueil positif de l'ensemble des critiques cinématographiques, il est cependant très descendu par les conservateurs, qui en voit un film blasphématoire et de ce fait, étant distribué dans très peu de salles de cinémas aux États-Unis, il est quand même un succès au box-office avec ses 10 millions de dollars de recettes accumulées pour un budget de production de 5 millions de dollars. À noter que dans ce film, Mandy interprète également les titres "God Only Knows", reprise du groupe The Beach Boys, parue en 1966 et "Little Pieces Of Heaven".
À cause des différences créatives survenues entre elle son label, Mandy se sépare d'Epic Records,,
Le 16 novembre 2004, Epic Records via Sony Music, publie The Best of Mandy Moore, en termes de clôture de contrat. La compilation qui comprend ses plus grands succès, issus de ses trois précédents opus, agrémentée de quelques bandes originales des films comme Danse Ta Vie, Le Temps d'un automne, Stuart Little 2, Le Sourire de Mona Lisa, obtient d'excellentes critiques, qui qualifie le disque comme de meilleure qualité que le best of Greatest Hits: My Prerogative de Britney Spears, paru à cette même période, par la maturité vocale et le choix des chansons de Mandy, qui en font une artiste plus mature et moins commerciale que Britney Spears. Le disque, qui n'obtient aucune promotion de la part de l'artiste, s'érige à la 148e place du Billboard 200.
Le 14 janvier 2005, le film Zig Zag, l'étalon zébré (Racing Stripes) où elle prête sa voix à un zèbre, aux côtés de Frankie Muniz, Hayden Panettiere, Whoopi Goldberg, Joshua Jackson ou encore Dustin Hoffman, sort aux États-Unis. Le film qui reçoit des critiques mitigées, est un succès au box office avec plus de 90 millions de dollars de recettes,.
Entre-temps, elle apparaît dans les épisodes 8, 9, 10, 11, 13 de la saison 2 de la série à succès Entourage. Le 5 avril 2005, Epic Records via Sony Music, publie une seconde compilation, intitulée Candy. Le 6 septembre 2005, elle obtient un petit rôle dans le film Romance and Cigarettes, aux côtés de Kate Winslet, Susan Sarandon et Christopher Walken. Ce film, qui est une production indépendante et diffusée dans très peu de salles, reçoit des critiques positives et est un succès, en engendrant près de 3 millions de dollars de recettes.
Dans un même temps, les scènes du film Cursed où elle apparaît ont été coupées au montage. On y apprend également qu'elle a obtenu un rôle dans le film Jeux de gangs, mais se retira du projet, car elle se sentait mal à l'aise avec le sujet. Elle aurait également obtenue un rôle dans le film Les Bienfaits de la colère, mais du refuser ce rôle, pour causes d'emploi du temps surchargé.
En 2006, Moore est guest star dans les épisodes 9 et 10 de la 5e saison de la série à Scrubs. La même année, elle a prêté sa voix dans la série culte Les Simpson, jouant Tabitha Vixx dans l'épisode 22 de la saison 17, intitulé Les Experts ami-ami.
Le 21 avril 2006, elle tient tête à Dennis Quaid, Hugh Grant et Jennifer Coolidge, dans le film American Dreamz, critique au vitriol de la télé-réalité qui parodie American Idol. Le film, qui obtient des critiques positives, débute à la 9e place du box office, en atteignant les 16 millions de dollars,.
Le 21 avril 2006, elle prête sa voix au personnage féminin du film d'animation de Disney : Frère des ours 2, sortit directement en DVD et qui comprend au casting des acteurs à renommée internationale comme Patrick Dempsey, Catherine O'Hara, Rick Moranis et Kathy Najimy. La même année, elle enregistre le titre One Way or Another, reprise du groupe Blondie parue en 1979, pour la bande originale du film Aquamarine.
En mai 2006, elle est à l'affiche de Southland Tales de Richard Kelly où elle joue aux côtés de Dwayne Johnson, Sarah Michelle Gellar, Seann William Scott et Justin Timberlake. Il est présenté en sélection officielle, en compétition, au festival de Cannes 2006 mais n'a jamais été distribué dans les salles françaises. Il sort cependant en salles aux États-Unis avec un montage différent de la version cannoise. D'une durée initiale de 2h41, il dure 2h24 dans sa version finale.
Puis, elle fut choisie pour intégrer le casting du film Bobby, mais fut remplacée par Mary Elizabeth Winstead, pour causes d'emploi du temps surchargé. La même année, elle signe un contrat d'enregistrement avec EMI, pour sortir son prochain album, dont elle aura le control et la liberté complète de son travail.

### Retour musical et succès au cinéma

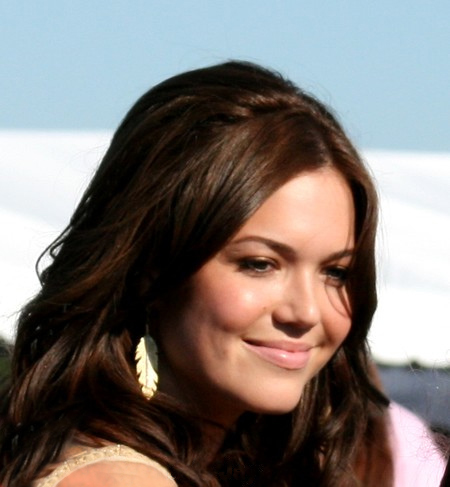
Moore en août 2007.

Le 2 février 2007, elle obtient le rôle principal dans le film À la recherche de l'homme parfait (Because I Said So), où elle tient tête à Diane Keaton, Gabriel Macht, Piper Perabo et de Lauren Graham. Cette comédie romantique, qui obtient des critiques relativement bonnes, s'installe à la 2de place du box office américain, en amassant au total plus de 69 millions de dollars de recettes.
Le 10 avril 2007, elle publie le single "Extraordinary", qui s'érige à la 25 place Top 40 Adult aux États-Unis.
Le 19 juin 2007, elle publie son cinquième opus, prénommé Wild Hope, qui s'installe à la 30e place du Billboard, en se vendant à 25 000 copies dès la 1re semaine de sa sortie. Il atteint la 9e meilleure place en termes de ventes sur internet. Au total, l'opus se vend à 600 000 exemplaires dans le monde.
Le 3 juillet 2007, elle tient tête à Robin Williams et John Krasinski, dans le film Permis de mariage (Licence to Wed), comédie qui obtient de bonnes critiques, en s'érigeant à la 4e place du box office en récoltant 69 millions de dollars de recettes.
Dans un même temps, elle apparaît dans le 1er épisode de la 3e saison de la série à succès How I Met Your Mother.
Le 24 aout 2007, elle obtient le rôle principal dans le film indépendant Dedication, aux côtés de Tom Wilkinson, Billy Crudup et Dianne Wiest, qui malgré sa diffusion restreinte dans 6 salles de cinémas aux États-Unis, reçoit des critiques mitigées en amassant 250 182 dollars de recettes, ce qui est un bon score, pour un film indépendant.
Le 20 septembre 2007, le second extrait de l'opus Wild Hope, prénommé "Nothing That You Are", est commercialisé en single, mais ne s'érige dans aucun classement.
Le 14 novembre 2007, le film Southland Tales, dont elle tient tête aux côtés de Dwayne Douglas Johnson, Seann William Scott, Sarah Michelle Gellar, Justin Timberlake et Christophe Lambert, sort au cinéma aux États-Unis. Ce récit de science-fiction indépendant, qui est distribué dans très peu de salles et qui reçoit des critiques énigmatiques par le sujet traité, est un succès avec plus de 374 743 dollars de recettes.
En 2008, Mandy Moore s'absente des plateaux de tournage, afin de peaufiner son prochain projet musical, qu'elle espère sortir l'année suivante.
Le 1er avril 2009, elle publie le seul et unique single de l'opus Amanda Leigh : "I Could Break Your Heart Any Day of The Week", qui s'érige à la 90e place du Billboard Hot 100.
Le 26 mai 2009, elle dévoile son 6e opus intitulé Amanda Leigh, qui composé entièrement avec l'aide de Mike Viola et sortit sous le label indépendant Storefront Records, obtient des critiques élogieuses allant jusqu'à certaines critiques, à dénommer cet opus comme chef-d'œuvre,,,,,. L'album débute à la 25e place du Billboard Hot 200, atteignant la 4e meilleure place du Top Albums Indépendant, en totalisant plus de 100 000 exemplaires vendus dans le monde.

### Raiponce, doublages et cinéma indépendant

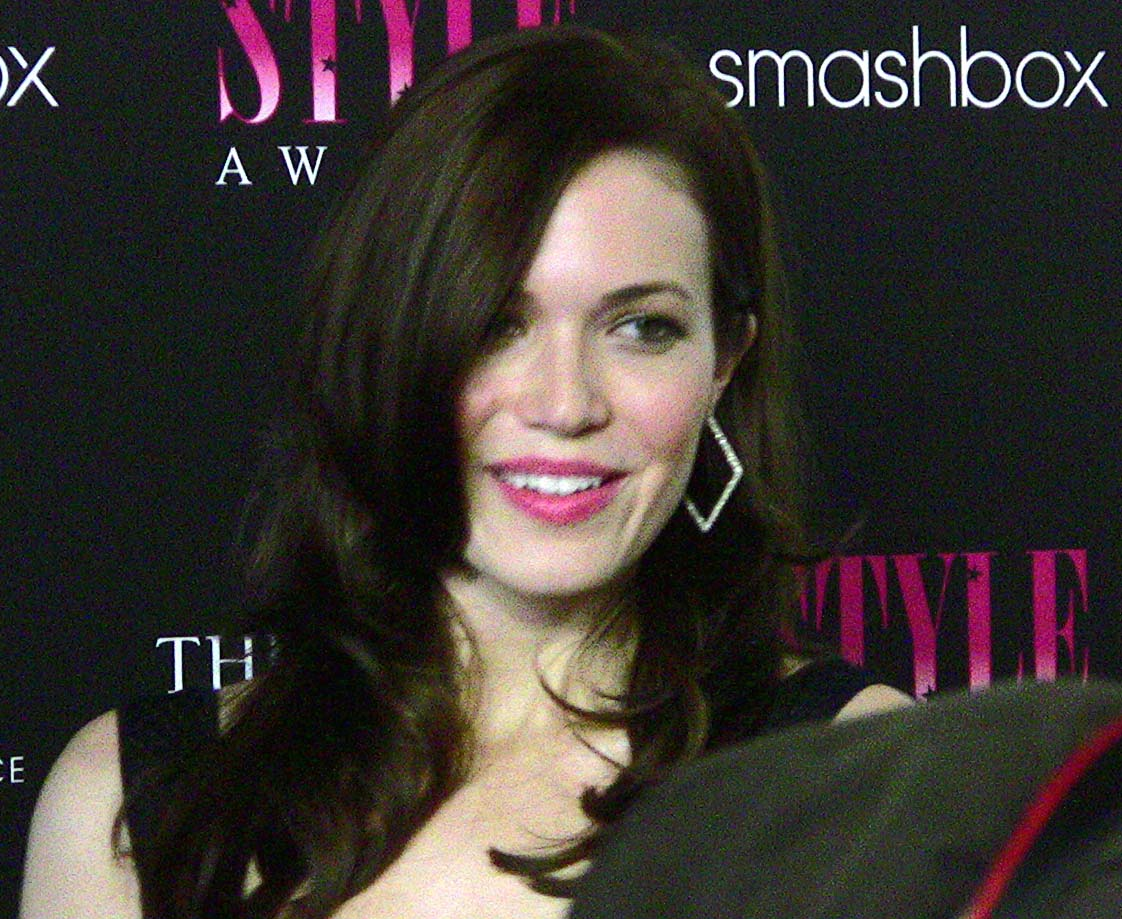
Moore aux Hollywood Style Awards, en novembre 2011.

En 2010, Mandy recommence tout doucement sa carrière d'actrice après un arrêt de pratiquement 3 ans. Le 24 novembre 2010, elle prête sa voix à la princesse Raiponce dans le film d'animation de Disney Raiponce (Tangled) de Walt Disney Pictures. Le film, qui reçoit d'excellentes critiques, atteint les 591 millions de dollars au box-office mondial, l'érigeant ainsi, comme le 17e film d'animation le plus vu de tous les temps, le 8e film le plus rentable de l'année 2010 et le troisième film d'animation le plus vu de Disney.
Elle a également obtenue en 2012, un Grammy Awards pour son interprétation de la chanson "I See The Light", en duo avec Zachary Levi, pour le film d'animation Raiponce, auxquels les deux acteurs prêtent leurs voix aux personnages principaux. Plus tard, elle intervient en tant qu'invitée dans les épisodes 23 et 24 de la 6e saison et les 6e et 7e épisodes de la 7e saison de la série à succès Grey's Anatomy.
Le 3 juin 2011, elle obtient le rôle principal dans le film indépendant Amour, Mariage et Petits Tracas (Love, Wedding, Marriage) aux côtés de Kellan Lutz, Jane Seymour, James Brolin, Alexis Denisof, Alyson Hannigan, Christopher Lloyd ou encore Julia Roberts. Le film, sorti dans très peu de salles aux États-Unis, reçoit des critiques négatives et est un échec au box office, en récoltant moins de 2 millions de dollars de recettes.
Le 17 juin 2011, elle tient tête à Martin Freeman et Melissa George, dans le récit indépendant Swinging With The Finkels. Le 13 janvier 2012, elle prête encore une fois sa voix au personnage de la princesse Raiponce dans le court métrage Le Mariage de Raiponce, qui est présenté systématiquement avant chaque diffusion cinématographique du film d'animation La Belle et la Bête en 3D.
Le 9 octobre 2012, elle tourne dans Hotel Noir, thriller indépendant en noir et blanc, aux côtés de Rufus Sewell, Danny DeVito, Rosario Dawson et Malin Åkerman. Dans un même temps, elle est choisie pour prêter sa voix au personnage féminin de la série animée à succès de Disney : Tron : La Révolte.
En 2013, la présence de Mandy Moore a été confirmée au casting de The Advocates, téléfilm produit par CBS,. Depuis le 21 juillet 2013 aux États-Unis, elle prête sa voix au personnage de Cassandra dans la série télévisée d'animation en 2 D : High School USA!, qui comprend aussi au générique Vincent Kartheiser (plus connu dans le rôle de Connor dans la série à succès Angel), T. J. Miller, Zosia Mamet, Jake Johnson et Dino Stamatopoulos (qui est aussi le créateur de cette série),. Elle obtient également un rôle dans le téléfilm Un dernier tour pour Noël, diffusé par le réseau Hallmark.
En 2014, elle prête sa voix au personnage principal de la série animée à succès Shérif Callie au Far West, produite par les studios Disney, dont elle interprète aussi le générique. Le 3 avril 2014, il est annoncé que Mandy Moore serait la vedette principale de la sitcom de Good Session, face à James Roday, produite par CBS. Le pilote a été écrit par John Hamburg et Matt K. Miller et dirigé par Hambourg. Un peu plus tard, elle interprète le docteur Erin Grace dans la série dramatique Red Band Society, produite par Steven Spielberg. La série qui obtient d'excellentes critiques,, fut annulée au bout d'une saison.
Lors d'une interview donnée à CBS News en juillet 2014, elle a déclaré que 2014 était "l'année des progrès réels vers l'avant", décrivant son futur album à venir comme plus «dangereux» et «brut» si on le compare à ses précédents opus et espère pouvoir enregistrer l'album dans le studio Adams en fin d'été. Cependant, le disque fut repoussé à une date ultérieure.
En début d'année 2015, il est confirmé qu'elle sera à l'affiche du film 47 Meters Down, aux côtés de Claire Holt. Le 3 juin 2015, il est annoncé qu'une série télévisée adaptée de Raiponce, est en production pour une diffusion en 2017 sur Disney Channel et que Mandy Moore et Zachary Levi reprendront leurs rôles de Raiponce et Eugène Fitzherbert/Flynn Rider. L'intrigue prendrait place entre le film et le court métrage Le Mariage de Raiponce.

### This Is us, retour au premier plan, consécration critique et albumSilver Landings
En juillet 2016, elle apparaît sur la chanson Fight Song aux côtés d’Eva Longoria, Alan Cumming, America Ferrera, Ian Somerhalder, Idina Menzel, Jaime King, Jane Fonda, Jesse Tyler Ferguson, Josh Lucas, Julie Bowen, Kathy Najimy, Kristin Chenoweth, Mary McCormack, Mary-Louise Parker, Nikki Reed, Renée Fleming, Rob Reiner, Sia, T. R. Knight et Rachel Platten, en soutien à la campagne présidentielle d'Hillary Clinton. Cette année-là, elle décroche surtout l'un des rôles principaux de la série télévisée This Is Us, qui est diffusée dès la rentrée 2016 sur le réseau NBC. La série rencontre un large un succès aux États-Unis, elle obtient d'excellentes critiques et permet à Mandy Moore de décrocher une nomination aux Golden Globes.

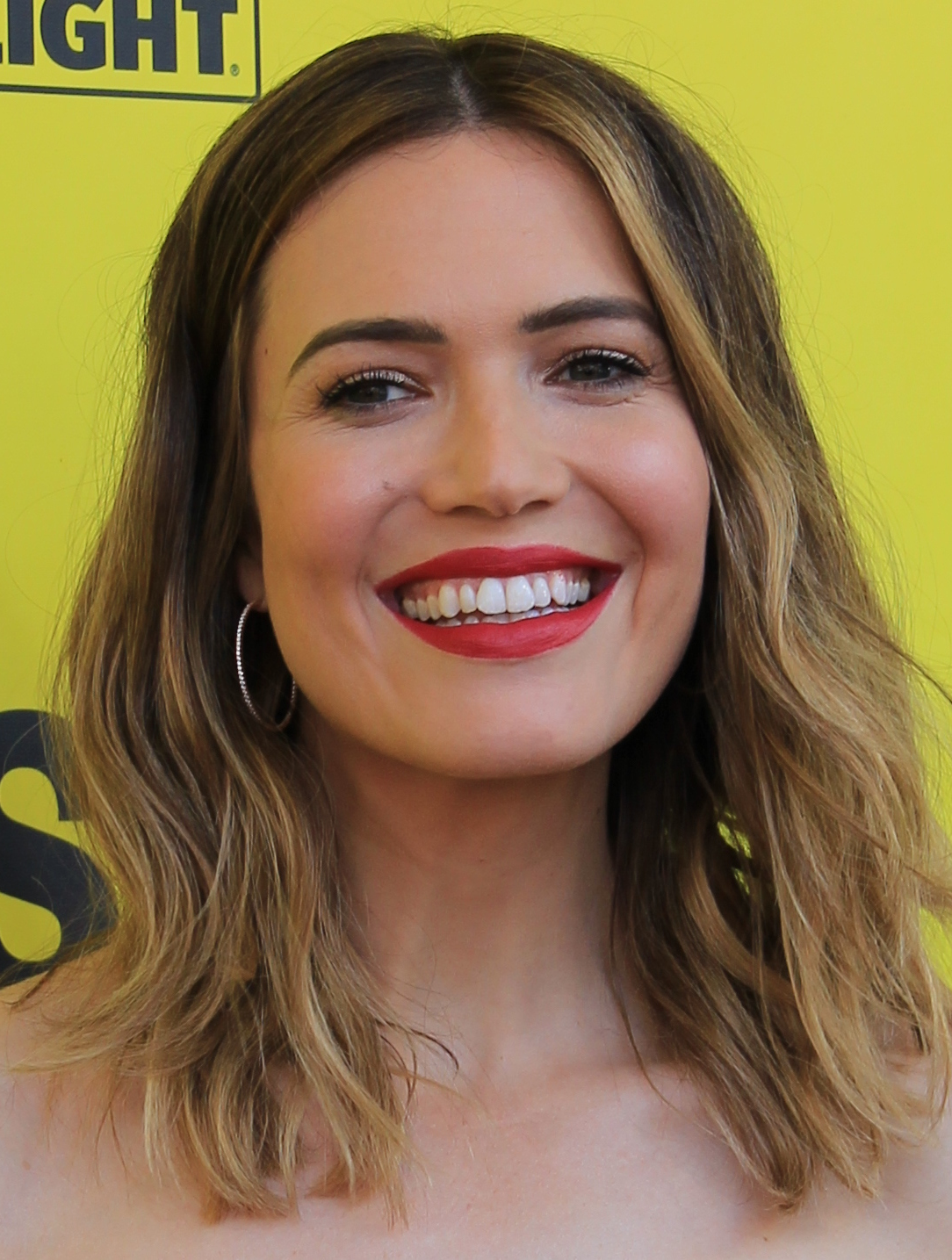
Au SXSW 2018.

Le 10 mars 2017, elle prête encore une fois sa voix au personnage principal de Raiponce dans le téléfilm d'animation Raiponce, Moi J'Ai Un Rêve, ainsi que dans la série animée Raiponce la Série, qui est diffusée en même temps,. Le 16 juin 2017, elle incarne le rôle principal dans le film d'horreur 47 Meters Down, aux côtés de Claire Holt. Ce film indépendant obtient d'excellentes critiques, amassant plus de 50 millions de recettes, ce qui est un bon score. Il sort en doublage francophone le 28 septembre 2017, uniquement en e-cinema.
Le 8 aout 2018, elle est à l’affiche du blockbuster estival Darkest Minds : Rébellion, secondant la jeune héroïne incarnée par Amandla Stenberg,. Le film est un succès avec 41 millions de dollars récoltés et ce malgré des critiques négatives.
Le 3 février 2019, elle obtient le premier rôle féminin du court-métrage The Big Break de Philip Andelman, qui obtient une diffusion au festival de Clermont-Ferrand,,,. Le 13 février 2019, elle est à l'affiche du film d'animation de Disney Ralph 2.0, qui comprend également d'autres acteurs à renommée internationale comme Taraji P. Henson, Gal Gadot, Kristen Bell, Tim Allen, Jane Lynch, Vin Diesel ou encore T. J. Miller,,. Le film est un succès, avec plus de 311 millions de dollars récoltés, tout en obtenant d'excellentes critiques,. Il reçoit une nomination pour le meilleur film d'animation à la 76e cérémonie des Golden Globes et à la 24e Critics' Choice Awards,. Elle est également à l'affiche du film I'M Not Here, aux côtés d'acteurs à renommée internationale tels que J. K. Simmons, Sebastian Stan, Max Greenfield et Maika Monroe, qui fut présenté dans quelques festivals de films en 2017, mais qui obtient une sortie nationale aux États-Unis le 8 mars 2019. Le 25 mars 2019, elle prête sa voix à un personnage dans l'épisode 16 de la saison 17 de la célèbre série animée Les Griffin,. Le 25 mars 2019, elle obtient son étoile sur le Walk of Fame d'Hollywood Boulevard,,,. La même année, elle obtient sa première citation aux Primetime Emmy Awards dans la catégorie meilleure actrice dans une série télévisée dramatique. Le 17 septembre 2019, elle sort son premier single original en dix ans When I Wasn’t Watching. Le 31 octobre 2019, elle publie le single I'd Rather Lose. Le 6 novembre 2019, elle est en tête d'affiche du film attendu Midway, aux côtés de Nick Jonas, Dennis Quaid et Luke Evans, qui suit l'histoire des marins et des aviateurs de l'United States Navy ayant pris part à la bataille de Midway. Le film déçoit au box office, ne récoltant que plus de 120 millions de dollars de recettes dans le monde pour un budget de 100 millions,.
Le 6 mars 2020, elle publie l'album Silver Landings, qui contient les singles When I Wasn’t Watching, I'd Rather Lose, Save a Little for Yourself et Fifteen, qui arrive à la 17e meilleure vente d'album aux États-Unis.

## Vie privée
Entre 2000 et 2002, elle a fréquenté l'acteur Wilmer Valderrama. En 2003 et 2004, Mandy sort avec la star du tennis Andy Roddick. En 2007, les médias exposent sa relation de couple avec Adam Goldstein, qui dura deux mois.
Au cours des années 2000 elle fréquente à plusieurs reprises l'acteur Adrian Grenier.
En 2008, elle sort avec le musicien Ryan Adams, avant de se fiancer le 11 février 2009 et de se marier le 10 mars 2009 à Savannah, en Géorgie,. Ils divorcent en janvier 2015, pour causes de "différends irréconciliables".
Le 18 novembre 2018, elle épouse le chanteur en:Taylor Goldsmith.
En février 2019, sept femmes dont Mandy Moore, Liz Phair, Karen Elson et Phoebe Bridgers, accusent Ryan Adams d'avoir eu un comportement abusif, notamment des pratiques de harcèlement et de chantage affectif.
Le 23 février 2021, elle annonce la naissance de son fils, August Harrison Goldsmith. En juin 2022, elle annonce qu'elle attend son deuxième enfant avec son mari Taylor Goldsmith. Le 21 octobre 2022, elle annonce la naissance de son fils, Oscar "Ozzie" Bennett Goldsmith. En mai 2024, elle annonce qu'elle attend son troisième enfant, une fille. Le 18 septembre 2024, elle accouche de sa fille prénommée Lou. 

### Autres activités

#### Lignes de vêtements et produits dérivés
Mandy commence sa carrière dans l'industrie de la mode en 2005, lors de la sortie de sa collection de vêtements nommé Mblem. La ligne de vêtements est vendue dans plus de 500 boutiques spécialisées, incluant Ron Herman, Lisa Kline, Macy's West, Bloomingdale's et Nordstrom. Un de ses buts était d'offrir de beaux vêtements pour les femmes de grande taille (Mandy mesure elle-même 1,78 m (5′ 10″)).
En février 2009, Mandy annonce que sa compagnie Mblem ferme ses portes, mais affirme qu'elle espère faire un retour dans l'univers de la mode dans d'autres circonstances dans le futur.
En 2000, Mandy Moore a aussi fait commercialiser une poupée à son effigie.

#### Publicités
Mandy Moore fut l'égérie de plusieurs marques publicitaires telles que Neutrogena dont elle vante les mérites du gel douche, des patches ou encore du shampooing mais aussi Campbell's Soup et la marque Penshoppe.

#### Philanthropie
Mandy a participé à beaucoup d'œuvres de bienfaisances depuis le début de sa carrière,. Elle fait partie de l'organisation à but non lucratif PSI (en), et aussi à Five & Alive, une organisation luttant contre la malaria en Afrique.
Mandy a également été présidente de l'association Leukemia And Lymphoma Society Division où elle a servi de porte-parole, aidant les jeunes à connaître la gravité de la leucémie et du lymphome.
Elle a aussi été porte-parole pour le Cervical Cancer et a fait équipe avec le Dr Yvonne Collins pour les fondations The Gynecologix Cancer Foundtation (GCF) et GlaxoSmithKline (GSK).
Elle est également porte-parole pour le mouvement d'estime de soi, via la campagne "Les femmes qui devraient être célèbres", en partenariat avec la marque Dove.

## Discographie

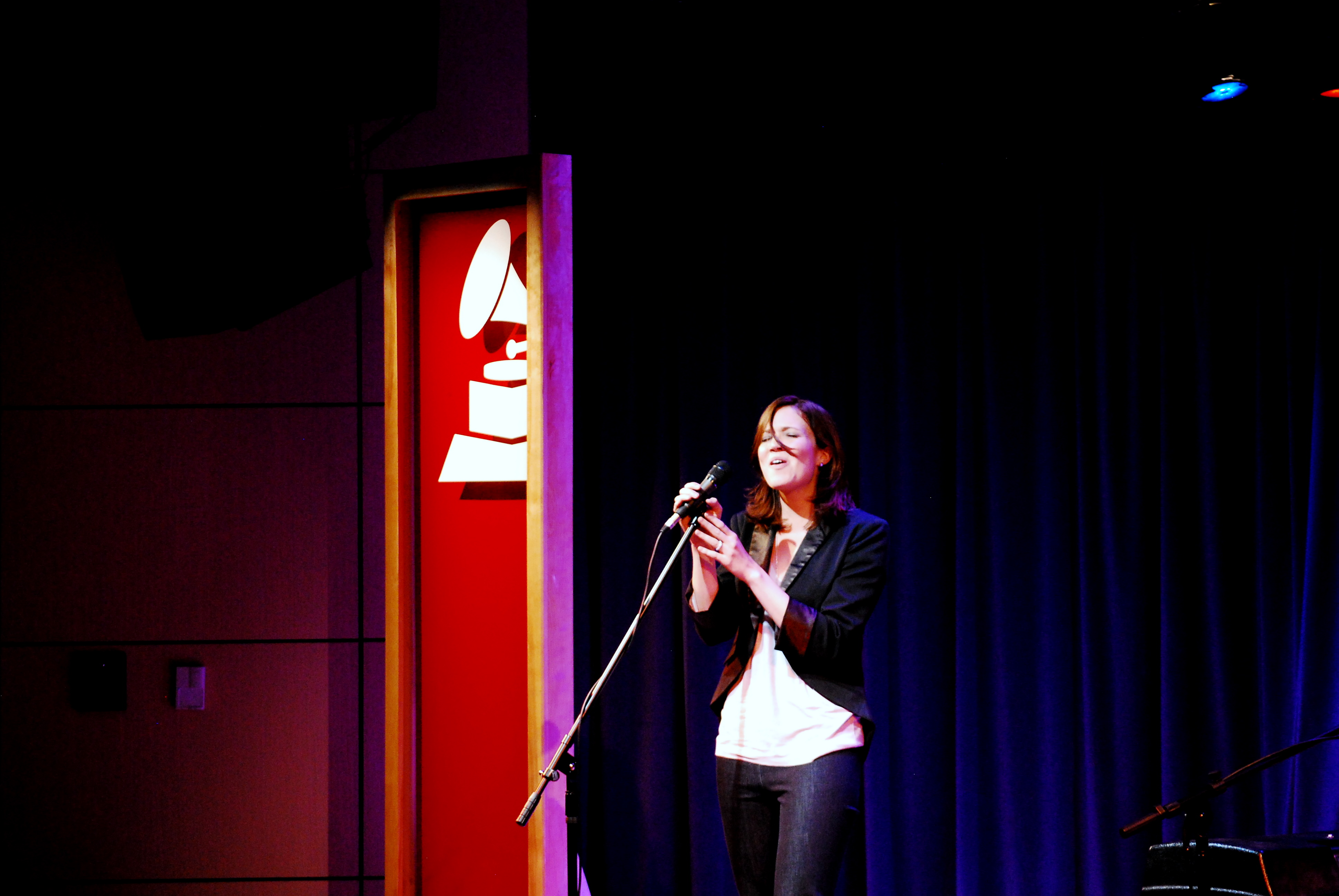
En 2009.

Sauf indication contraire ou complémentaire, les informations mentionnées dans cette section proviennent de la base de données Discogs.
- 1999 : So Real
- 2000 : I Wanna Be with You
- 2001 : Mandy Moore
- 2003 : Coverage
- 2004 : The Best of Mandy Moore
- 2005 : Candy
- 2007 : Wild Hope
- 2007 : Super Hits
- 2009 : Amanda Leigh
- 2020 : Silver Landings
- 2022 : In Real Life

## Filmographie

### Cinéma

#### Longs métrages
- 2001 : Princesse malgré elle de Garry Marshall : Lana Thomas
- 2002 : Le Temps d'un automne de Adam Shankman : Jamie Sullivan
- 2002 : Imagine 17 ans de Jeffrey Porter : Lisa
- 2003 : How to Deal de Clare Kilner : Halley Martin
- 2004 : Esprit libre de Andy Cadiff : Anna Foster
- 2004 : Saved! de Brian Dannelly : Hilary Faye
- 2005 : Romance and Cigarettes de John Turturro : Baby
- 2006 : American Dreamz de Paul Weitz : Sally Kendoo
- 2006 : Southland Tales de Richard Kelly : Madeline Frost Santaros
- 2007 : Dedication de Justin Theroux : Lucy Reilly
- 2007 : À la recherche de l'homme parfait de Michael Lehmann : Milly Wilder
- 2007 : Permis de mariage de Ken Kwapis : Sadie Jones
- 2011 : Amour, Mariage et Petits Tracas  de Dermot Mulroney : Ava
- 2011 : Swinging With The Finkels de Jonathan Newman : Ellie Finkel
- 2012 : Hotel Noir de Sebastian Gutierrez : Evangeline Lundy
- 2017 : 47 Meters Down de Johannes Roberts : Lisa
- 2017 : I'm Not Here de Michelle Schumacher : Maman
- 2018 : Darkest Minds : Rébellion de Jennifer Yuh Nelson : Cate
- 2019 : Midway de Roland Emmerich : Anne Best

#### Courts métrages
- 2019 : The Big Break de Philip Andelman : Natasha
- 2019 : I Lost My Mother's Ashes de Caitlin Gerard : Caroline

### Télévision

#### Séries télévisées
- 2005 : Entourage : elle-même (saison 2, 5 épisodes)
- 2006 : Scrubs : Julie Quinn (saison 5, épisodes 9 et 10)
- 2007 : How I Met Your Mother : Amy (saison 3, épisode 1)
- 2010 : Grey's Anatomy : Mary Portman (saison 6, épisodes 23 et 24 - saison 7, épisodes 6 et 7)
- 2014-2015 : Red Band Society : Dr. Erin Grace (saison 1, 5 épisodes)
- 2016-2022 : This Is Us : Rebecca Pearson (rôle principal)
- 2017 : Last Week Tonight with John Oliver : Rebecca Pearson (saison 4, épisode 29)
- 2018 : Drunk History : Clara Barton (saison 5, épisode 1)

#### Téléfilms
- 2012 : Family Trap de Shawn Levy : Annie
- 2013 : Un dernier tour pour Noël de John Kent Harrison : Natalie Springer
- 2013 : The Advocates de David Nutter : Shannon Carter
- 2015 : Good Session de John Hamburg : Lindsay

#### Réalisation
- 2022 : This Is Us (saison 6, épisode 9)

## Création de voix

### Films
- 2001 : Docteur Dolittle 2 (Doctor Dolittle 2) de Steve Carr : fille ourson
- 2005 : Zig Zag, l'étalon zébré (Racing Stripes) de Frederik Du Chau : Sandy
- 2006 : Frère des ours 2 (Brother Bear 2) de Ben Gluck : Nita
- 2010 : Raiponce (Tangled) de Nathan Greno et Byron Howard : Raiponce
- 2011 : The Death and Return of Superman (en) de Max Landis : Lois Lane
- 2012 : Le Mariage de Raiponce (Tangled Ever After) de Nathan Greno et Byron Howard : Raiponce
- 2017 : Raiponce: Moi, j'ai un rêve de Tom Caulfield et Stephen Sandoval : Raiponce
- 2018 : Ralph 2.0 (Ralph Breaks the Internet) de Phil Johnston et Rich Moore : Raiponce

### Séries d'animation
- 2006 : Les Simpson (The Simpsons) : Tabitha Vixx (saison 17, épisode 22)
- 2012-2013 : Tron : La Révolte (Tron: Uprising) : Mara (14 épisodes)
- 2013-2015 : High School USA! : Cassandra (12 épisodes)
- 2014 : Princesse Sofia (Sofia the First) : Raiponce (saison 2, épisode 18)
- 2014-2017 : Shérif Callie au Far West (Sheriff Callie's Wild West) : Sheriff Callie et l'interprète du générique (26 épisodes)
- 2017-2020 : Raiponce, la série (Tangled: The Serie) : Raiponce
- 2019 : Les Griffin (Family Guy) : Courtney (saison 17, épisode 15)

### Jeux vidéo
- 2002 : Kingdom Hearts : Aerith Gainsborough (doublage, version anglaise)
- 2010 : Disney Tangled: The Video Game : Raiponce
- 2012 : Disney Princess: My Fairytale Adventure : Raiponce
- 2013 : Disney Infinity : Raiponce
- 2013 : Kingdom Hearts HD 1.5 Remix : Aerith Gainsborough (doublage, version anglaise)
- 2014 : Disney Infinity: Marvel Super Heroes : Raiponce
- 2015 : Disney Infinity 3.0 : Raiponce

## Distinctions

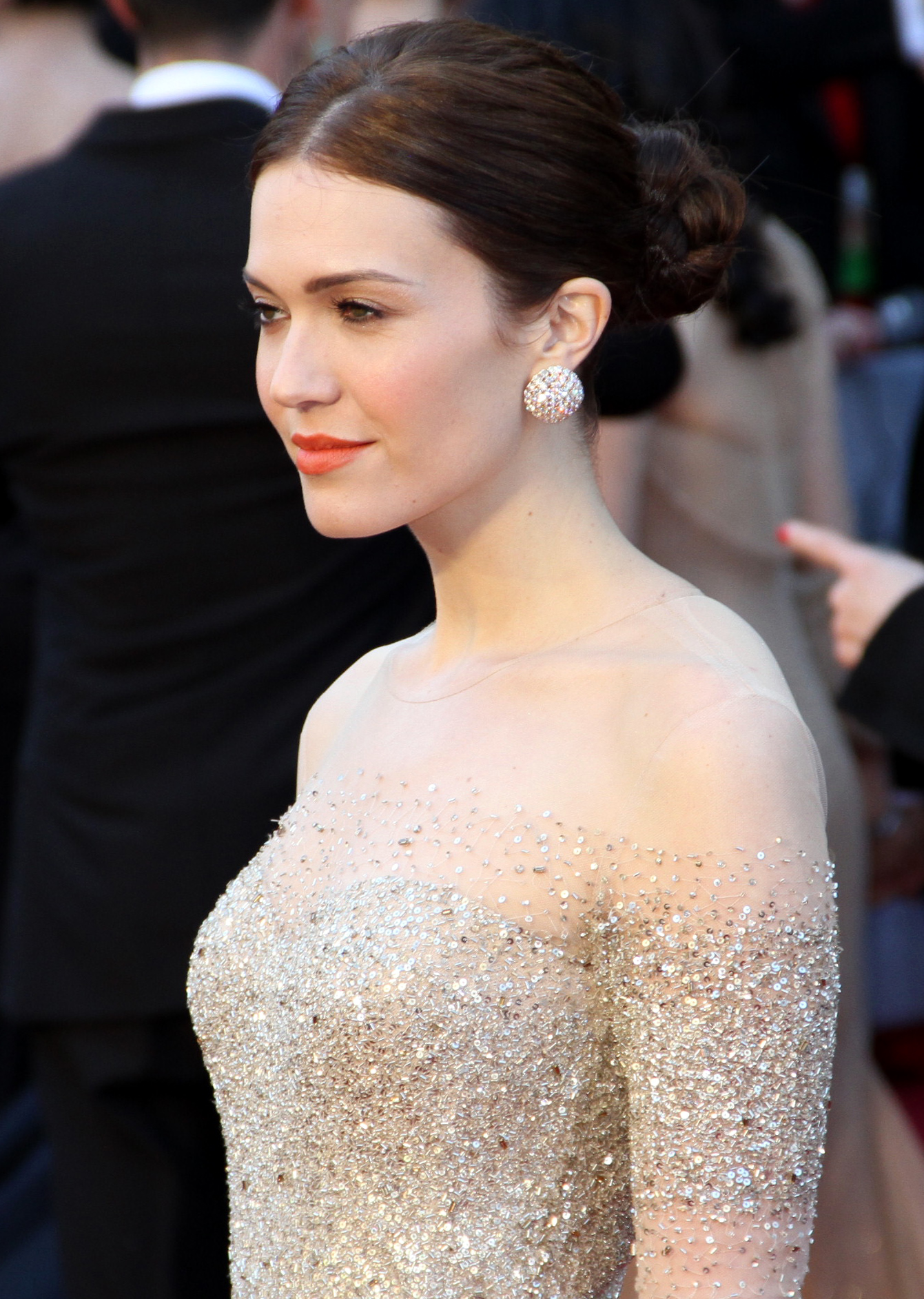
Lors de la 83e cérémonie des Oscars, en 2011.

Sauf indication contraire ou complémentaire, les informations mentionnées dans cette section proviennent de la base de données IMDb.
- Le 25 mars 2019, elle obtient son étoile sur le Walk of Fame d'Hollywood Boulevard[14],[15],[16],[17].

### Récompenses
- 2000 : Kids' Choice Awards de la sar montante préférée pour I Wanna Be with You (2000).
- 2002 : MTV Movie & TV Awards de la meilleure révélation féminine dans un drame pour Le temps d'un automne (2002).
- Teen Choice Awards 2002 : 
  - Meilleure révélation féminine dans un drame pour Le temps d'un automne (2002).
  - Meilleure alchimie partagé avec Shane West dans un drame pour Le temps d'un automne (2002).
- Young Hollywood Awards 2002 : Lauréate du Prix de la superstar féminine de demain.
- Teen Choice Awards 2003 : Lauréate du Prix de la meilleure actrice et chanteuse.
- Young Hollywood Awards 2003 : Lauréate du Prix Unstoppable Vision.
- 2018 : Behind the Voice Actors Awards de la meilleure performance de doublage féminin dans un téléfilm pour Raiponce : Moi, j'ai un rêve (Tangled: Before Ever After) (2017).
- 24e cérémonie des Screen Actors Guild Awards 2018 : Meilleure distribution pour une série dramatique pour This Is Us (2016-2022) partagé avec Eris Baker, Sterling K. Brown, Milo Ventimiglia, Ron Cephas Jones, Alexandra Breckenridge, Lonnie Chavis, Faithe Herman, Chrissy Metz, Justin Hartley, Chris Sullivan, Susan Kelechi Watson, Hannah Zeile et Mackenzie Hancsicsak.
- 25e cérémonie des Screen Actors Guild Awards 2019 : Meilleure distribution pour une série dramatique pour This Is Us (2016-2022) partagé avec Eris Baker, Sterling K. Brown, Niles Fitch, Mackenzie Hancsicsak, Milo Ventimiglia, Faithe Herman, Jon Huertas, Melanie Liburd, Chrissy Metz, Justin Hartley, Lyric Ross, Chris Sullivan, Susan Kelechi Watson et Hannah Zeile.
- 2021 : Women's Image Network Awards de la meilleure actrice pour Zoey et son incroyable playlist (2021).
- Hollywood Critics Association Television Awards 2022 : Lauréate du Prrix Virtuoso.
- 2022 : Television Critics Association Awards de la meilleure actrice dans une série télévisée dramatique pour This Is Us (2016-2022).
- CinEuphoria Awards 2024 : Lauréat du Prix d'Honneur de la meilleure distribution dans une série dramatique pour This Is Us (2016-2022) partagé avec Dan Fogelman, Steve Beers, Glenn Ficarra, Charlie Gogolak, Cathy Mickel Gibson, John Requa, Jess Rosenthal, Isaac Aptaker, Elizabeth Berger, Ken Olin, Nick Pavonetti, K.J. Steinberg, Eris Baker, Parker Bates, Asante Blackk, Alexandra Breckenridge, Ca'Ron Jaden Coleman, Ron Cephas Jones, Lonnie Chavis, Griffin Dunne, Niles Fitch · Chris Geere, Mackenzie Hancsicsak, Faithe Herman, Rachel Hilson, Jon Huertas, Tim Jo, Susan Kelechi Watson, Sterling K. Brown, Isabella Rose Landau, Amanda Leighton, Melanie Liburd, Chrissy Metz, Justin Hartley, Jennifer Morrison, Jermel Nakia, Joaquin Obradors, Peter Onorati, Iantha Richardson, Lyric Ross, Logan Shroyer, Chris Sullivan, Caitlin Thompson, Milo Ventimiglia, Kaz Womack et Hannah Zeile.

### Nominations
- 2002 : Teen Choice Awards de la meilleure actrice dans un drame pour Le temps d'un automne (2002).
- 2003 : DVD Exclusive Awards de la meilleure actrice dans un drame pour Le temps d'un automne (2002).
- 2003 : DVD Exclusive Awards de la meilleure chanson originale pour Singin' to the Song of Life dans un film d'animation La Légende de Tarzan et Jane (2003).
- Teen Choice Awards 2004 : 
  - Meilleure actrice dans un film dramatique pour Esprit libre (2004).
  - Meilleur pétage de plombs dans un film pour Saved! (2004).
  - Meilleure méchante dans un film pour Saved! (2004).
- 2006 : The Stinkers Bad Movie Awards de la pire chanson originale pour Dreamz with a Z pour American Dreamz (2006).
- 2011 : EDA Female Focus Awards du meilleur personnage d'animation féminin dans un film d'animation pour Raiponce (Tangled) (2010).
- 16e cérémonie des Critics' Choice Movie Awards 2011 : meilleure chanson originale pour I See the Light dans un film d'animation pour Raiponce (Tangled) (2010).
- 2011 : International Online Cinema Awards de la meilleure chanson originale pour I See the Light dans un film d'animation pour Raiponce (Tangled) (2010).
- 2011 : Online Film & Television Association Awards de la meilleure chanson originale pour I See the Light dans un film d'animation pour Raiponce (Tangled) (2010).
- 2011 : World Soundtrack Awards de la meilleure chanson originale pour I See the Light dans un film d'animation pour Raiponce (Tangled) (2010).
- 74e cérémonie des Golden Globes 2017 : Meilleure actrice dans un second rôle dans une série, une mini-série ou un téléfilm pour This Is Us.
- 2017 : MTV Movie & TV Awards de la meilleure actrice dans une série télévisée dramatique pour This Is Us (2016-2022).
- 43e cérémonie des People's Choice Awards 2017 : Actrice préférée dans une nouvelle série télévisée dramatique pour This Is Us (2016-2022).
- 19e cérémonie des Teen Choice Awards 2017 : Meilleure actrice dans un film de l'été pour 47 Meters Down (2017).
- 2018 : Behind the Voice Actors Awards de la meilleure meilleure performance de doublage  dans un téléfilm pour Raiponce : Moi, j'ai un rêve (Tangled: Before Ever After) (2017).
- 2018 : Gold Derby Awards de la meilleure distribution de l'année dans une série télévisée dramatique pour This Is Us (2016-2022) partagé avec Eris Baker, Sterling K. Brown, Milo Ventimiglia, Alexandra Breckenridge, Lonnie Chavis, Niles Fitch, Faithe Herman, Jon Huertas, Chrissy Metz, Justin Hartley, Chris Sullivan, Logan Shroyer, Susan Kelechi Watson, Hannah Zeile et Mackenzie Hancsicsak.
- 2018 : Gold Derby Awards de la meilleure actrice dramatique dans une série télévisée dramatique pour This Is Us (2016-2022).
- 2018 : National Film and Television Awards de la meilleure actrice dans une série télévisée dramatique pour This Is Us (2016-2022).
- 2018 : Online Film & Television Association Awards de la meilleure actrice dans une série télévisée dramatique pour This Is Us (2016-2022).
- 44e cérémonie des People's Choice Awards 2018 : Star féminine TV préférée dans une série télévisée dramatique pour This Is Us (2016-2022).
- 45e cérémonie des People's Choice Awards 2019 : Star féminine TV préférée dans une série télévisée dramatique pour This Is Us (2016-2022).
- 71e cérémonie des Primetime Emmy Awards 2019 : Meilleure actrice dans une série télévisée dramatique pour This Is Us (2016-2022).
- 2019 : Guild of Music Supervisors Awards de la meilleure chanson écrite pour la télévision dans une série télévisée dramatique pour This Is Us (2016-2022) partagée avec Taylor Goldsmith, Siddhartha Khosla, Manish Raval et Tom Wolfe.
- 46e cérémonie des People's Choice Awards 2020 : Star féminine TV préférée dans une série télévisée dramatique pour This Is Us (2016-2022).
- 2021 : Hollywood Critics Association Television Awards de la meilleure actrice dans une série télévisée dramatique pour This Is Us (2016-2022).
- 2021 : Online Film & Television Association Awards de la meilleure actrice dans une série télévisée dramatique pour This Is Us (2016-2022).
- 2021 : Pena de Prata de la meilleure actrice principale dans une série télévisée dramatique pour This Is Us (2016-2022).
- 2021 : Pena de Prata de la meilleure distribution dans une série télévisée dramatique pour This Is Us (2016-2022) partagée avec Milo Ventimiglia, Sterling K. Brown, Chrissy Metz, Justin Hartley, Susan Kelechi Watson, Chris Sullivan, Jon Huertas, Eris Baker, Faithe Herman, Lyric Ross, Asante Blackk, Griffin Dunne, Caitlin Thompson, Lonnie Chavis, Niles Fitch, Hannah Zeile, Mackenzie Hancsicsak, Logan Shroyer, Parker Bates et Michael Angarano.
- 47e cérémonie des People's Choice Awards 2021 : Star dramatique TV préférée dans une série télévisée dramatique pour This Is Us (2016-2022).
- 47e cérémonie des People's Choice Awards 2021 : Star féminine TV préférée dans une série télévisée dramatique pour This Is Us (2016-2022).
- 2022 : Gold Derby Awards de la meilleure actrice dramatique dans une série télévisée dramatique pour This Is Us (2016-2022).
- 2022 : Hollywood Critics Association Television Awards de la meilleure actrice dans une série télévisée dramatique pour This Is Us (2016-2022).
- 2022 : International Online Cinema Awards de la meilleure actrice dans une série télévisée dramatique pour This Is Us (2016-2022).
- 2022 : Just About Write Awards de la meilleure actrice principale dans une série télévisée dramatique pour This Is Us (2016-2022).
- 2022 : Online Film & Television Association Awards de la meilleure actrice dans une série télévisée dramatique pour This Is Us (2016-2022).
- 2022 : Pena de Prata de la meilleure actrice principale dans une série télévisée dramatique pour This Is Us (2016-2022).
- 2022 : People's Choice Awards de la star dramatique TV de 2022 dans une série télévisée dramatique pour This Is Us (2016-2022).
- 2022 : People's Choice Awards de la star féminine TV de 2022 dans une série télévisée dramatique pour This Is Us (2016-2022).
- 28e cérémonie des Critics' Choice Movie Awards 2023 : Meilleure actrice dans une série télévisée dramatique pour This Is Us (2016-2022).

## Voix francophones
En version française, Mandy Moore n'a pas de voix régulière. Tout de même, Chantal Macé la double entre 2002 et 2010 dans Le Temps d'un automne, Entourage et Grey's Anatomy, tandis qu'Élisabeth Ventura la double entre 2004 à 2013 dans Esprit Libre, À la recherche de l'homme parfait, Permis de mariage et Un dernier tour pour Noël.
En parallèle à ces deux comédiennes, Mandy Moore est doublée par Véronique Alycia dans Princesse malgré elle, Dorothée Pousséo dans Imagine 17 ans, Marion Valantine dans How to Deal, Célia Charpentier dans Saved!, Charlotte Correa dans American Dreamz, Laura Préjean dans Southland Tales, Ariane Aggiage dans Scrubs et Laëtitia Lefebvre dans Amour, Mariage et Petits Tracas.
Par la suite, elle est doublée par Aurore Bonjour dans This Is Us et Darkest Minds : Rébellion, ainsi que par Valérie Muzzi dans 47 Meters Down.
En version québécoise, elle est régulièrement doublée par Aline Pinsonneault, cette dernière la doublant dans Une promenade inoubliable, L'École de la vie, American Dreamz, À livre ouvert, Cherche homme parfait, Mariage 101, Les Insoumis ou encore Midway. Camille Cyr-Desmarais la double dans Le Journal d'une princesse et Éloge de la liberté. Et à titre exceptionnel, elle est doublée par Karine Vanasse dans Zig Zag, l'étalon zébré.